# 해피 하드코어
해피코어, 또는 해피 하드코어는 하드코어 테크노의 하위 음악 장르다. 영국의 브레이크비트 하드코어 씬과 1990년대 초 벨기에, 독일, 네덜란드의 하드코어 테크노 씬에서 해피 하드코어가 등장한다.

## 탄생
영국에서 브레이크비트 하드코어는 1992년 후반 많은 하위 장르로 파편화된다. 대표적으로 다크코어, 정글, 그리고 해피 하드코어가 있다. 다크코어는 어두운 테마의 샘플이 특징이고 정글은 레게의 드럼 패턴과 영향이 나타나고 해피 하드코어는 피아노 악기나 밝은 분위기의 보컬이 특징이다. Slipmatt, DJ Sy, DJ Seduction, Wishdokta, DJ Dougla, DJ Vibes같은 DJ들은 1993/4년이 지나면서도 계속해서 곡을 만들었다. Slipmatt는 SMD 릴리즈를 통해서, Widhdokta는 Naughty Naughty로서 Seduction는 Impact 레이블을 통해서 곡을 내놓는다. 스코틀랜드에서는 해피 하드코어와 개버를 퓨전시킨 바운시 테크노가 탄생한다.
유럽에서 벨기에의 뉴 비트나 하드코어 테크노는 1990년대 초 영국의 레이브 씬 뿐만 아니라 독일과 네덜란드, 아티스트로는 Praga Khan, Human Resource, Frank De Wulf 등에게 영향을 미치기도 한다. 독일에서는 프로듀서 Marc Trauner, 네덜란드에서는 Paul Elstak도 초기에 영향을 미쳤다.

## 1990년대 성장
영국에서는 해피 하드코어가 1995년 정글과 함께 인기를 얻기 시작하고, 종종 Sanctuary 뮤직 아레나에서 열린 Dreamscape, Helter Skelter와 같은 주요 레이브의 두 번째 아레나에서 개최된다. 런던에서는 해적 라디오 방송국 Dream FM이 해피 하드코어의 메카가 되었다. 사운드도 바뀌고 베이스 라인은 4/4 킥 드럼 패턴으로 굳어지면서 브레이크 비트가 점점 없어져갔고 사운드는 더 소란스러워지고(신나게) 보컬 주도의 장르가 되었다. Hixxy, Breeze, Force & Styles, DJ Sharkey, DJ DNA를 통해 시작된 DJ 및 프로듀서가 포함되었으며 장르를 정의하기 시작한 트랙은 Heart of Gold나 Above the Clouds. 1990년대 중반에는 컴필레이션 시리즈 Bonkers가 상업적으로 인기를 끌면서 신선한 하드코어 음악을 선보인다..

## 2000년대
영국에서는 2004년에 BBC Radio 1에서 John Peel Is Not Enough라는 자체 특별 방송을 2004년에 받았다. Clubland X-Treme Hardcore와 같은 컴필레이션과 젊은 층의 팬들과 함께 무대는 계속 확장되었다. 2009년 DJ Kutski는 BBC 라디오 1에서 하드댄스와 하드코어를 갖춘 쇼를 개최했다. 
이 시기에 이 특별한 사운드는 호주, 캐나다, 일본, 미국 등지에서 많은 팬을 양산하게 된다.

## 2010년대
영국에서는 Freeform, Nu Energy Collective와 같은 레이블이 폐쇄되고 Kevin Energy나 Sharkey와 같은 DJ가 은퇴하면서 잠시 쇠퇴했지만 디지털 레이블이 등장하면서 신인 아티스트나 Fracus & Darwin을 포함한 신흥 아티스트 뿐만 아니라 올드 해피 하드코어에도 활력을 불어넣는데 공헌을 하게 된다. 지금의 하드코어는 또한 덥스텝, 일렉트로, 테크노, 올드스쿨 레이브나 하드스타일의 영향을 받으면서 현대 프로듀서나 EDM 팬들에게서 인기를 끌고 있다.

## UK 하드코어
UK 하드코어는 해피 하드코어의 사운드 요소들을 통합하여 진화시킨 형태다. UK 하드코어는 1990년대의 해피 하드코어에서 나오는 브레이크 비트가 더 적게 나오고 더 두껍고 거친 베이스라인으로 인해 더 하드한 스타일이 특징이다. UK 하드코어라는 용어는 해피 하드코어의 진화를 의미하고 영국의 하드코어들을 포괄하는 용어가 아니다.
테크노가 점점 하드해질 때 초기 하드코어 프로듀서들은 나중에 정글 음악에서 사용될 복잡한 브레이크비트의 도입을 시도했다. 초기 UK 하드코어의 형태는 영화나 만화같은 미디어의 샘플을 사용한 테크노의 영향이 나타나고 강력한 신시사이저 브레이크 다운이 사용된 형태다. 
컴퓨터나 DAW 시스템 기술이 점점 더 발전하면서 프로듀서가 사용할 수 있는 사운드가 다양해지고 전자 음악은 더 빠른 속도로 발전했다. 그 동안 하드코어, 테크노, 드럼 앤 베이스는 서로 분화되기 시작하여 라가(Ragga)와 다크코어를 낳는다. 1990년대 영국의 하드코어 씬은 수 년 동안 여러 영국 본토의 스타일을 포함하고, 테크노와 하드코어는 이 기간 동안 북부와 남부에서 각각 지배적인 장르였다.
여러 가지 요인으로 인해 하드코어는 1990년대 후반 음악적 방향이 바뀌었다. 이후 그 장르의 기원과 음악적 유사성이 거의 없어졌고 일반적으로 보컬 기반에 때로는 인기 곡을 해피 하드코어로 커버하기도 한다. 이 장르는 영국의 젊은 층을 매료시켰다. 그러면서도 호주, 캐나다, 일본, 미국 등지에서도 세력을 넓혀나갔다.

## 파생 장르
4-Beat라는 용어는 모호하지만 정글 음악이나 예전의 브레이크비트 하드코어와는 달리 필수적으로 들어가는 브레이크 비트에 4/4 정박자 베이스 드럼을 깔아주는 음악들을 가리킨다. 4 -beat라는 말이 브레이크 비트가 없다는 걸 의미하는게 아니다. Impact, Techstep Records, United Dance Recordings를 포함한 여러 음반사에서는 "인정된 형태의 4-beat" 슬로건과 함께 앨범 아트워크에 4-beat 로고를 표시했다. 이 로고는 레코드 샵에서 해피 하드코어와 정글 음악을 쉽게 구별하기 위해 사용됐을 수도 있다.

## 해피 하드코어 컴필레이션
- Bonkers
- Dancemania Speed
- Happy2bHardcore
- Clubland X-Treme Hardcore

## 같이 보기
- 레이브
- 브레이크비트 하드 코어
- 하드코어

1. ↑  Reynolds, Simon (1998). 《Energy Flash: A Journey Through Rave Music and Dance Culture》. Picador. The difference between Happy Hardcore and happy gabba is slight: basically, the English tracks have sped-up breakbeats running alongside the stomping four-to-the-floor drum kick, and at 170 b.p.m., they're slightly slower than happy gabba.
2. ↑  Reynolds, Simon (1998). 《Energy Flash: A Journey Through Rave Music and Dance Culture》. Picador. From the rave-will-never-die movement called 'happy hardcore' to the club-based house mainstream, the four-to-the- floor kick-drum ruled supreme everywhere but the capital.
3. ↑  Reynolds, Simon (1998). 《Energy Flash: A Journey Through Rave Music and Dance Culture》. Picador. Back in 1993, when hardcore plunged into the 'darkside', a breakaway faction of DJ-producers like Seduction, Vibes and Slipmatt continued to make celebratory, upful tunes based around hectic breakbeats. By the end of 1994, happy hardcore had coalesced into a scene that operated in parallel with its estranged cousin, jungle.
4. ↑  “Gone To A Rave: High On A Happy Vibe – The Rise And Fall Of Hardcore”. 《Ransom Note》. 2015년 1월 29일. 2016년 8월 20일에 원본 문서에서 보존된 문서.
5. ↑  Louis Pattison (2020년 2월 21일). “White gloves on, whistles out: Photos capturing the thrill of hardcore rave”. 《RBMA Daily》.
6. ↑  Mumdance (2014년 9월 4일). “The 20 best happy hardcore records of all time”. 《FACTmag》.
7. ↑  Wall, Mick (2004). 《John Peel - A Tribute To The Legendary DJ and Broadcaster》. Orion Books.